# Hugo Magallanes
Hugo Alejandro Magallanes Silveira, noto semplicemente come Hugo Magallanes (Melo, 26 agosto 1997), è un calciatore uruguaiano, difensore dell'Everton in prestito dal Racing Montevideo.

## Caratteristiche tecniche
È un difensore centrale.

## Carriera
Cresciuto nel settore giovanile del Cerro Largo, ha debuttato in prima squadra il 14 novembre 2015 disputando l'incontro di  Segunda División Profesional pareggiato 1-1 contro il Progreso.

## Palmarès

### Competizioni nazionali
- Segunda División Profesional de Uruguay: 1

Cerro Largo: 2018
- Campionato uruguaiano: 1

Nacional: 2019